# Sobków
Sobków è un comune rurale polacco del distretto di Jędrzejów, nel voivodato della Santacroce.
Ricopre una superficie di 145,5 km² e nel 2004 contava 8 243 abitanti.